# Gigino Gattuso
Luigi Luciano Gattuso, detto Gigino (Caltanissetta, 2 aprile 1903 – Caltanissetta, 25 aprile 1921), è stato un fascista italiano.

## Biografia
Fu ferito a morte da un colpo di rivoltella durante un tafferuglio tra fascisti e socialisti a Caltanissetta e fu celebrato come "martire" del fascismo per le circostanze violente della sua morte.

## La morte violenta e la celebrazione da parte del fascismo

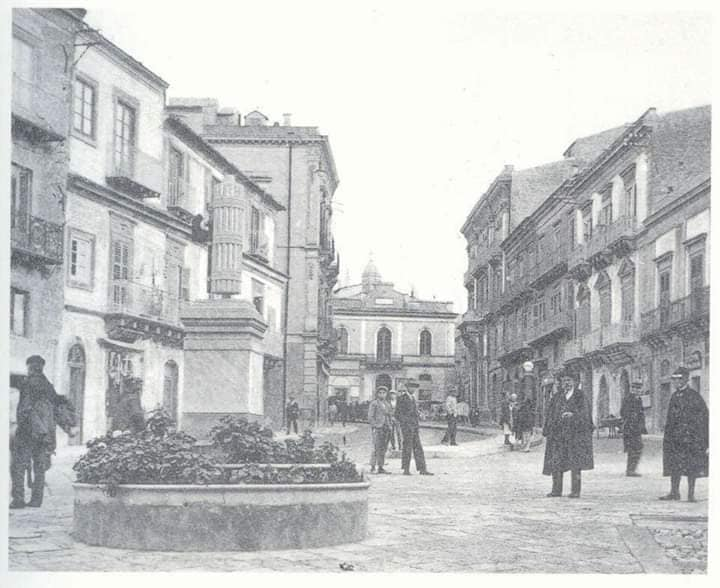
Monumento a Gigino Gattuso lungo via Vittorio Emanuele

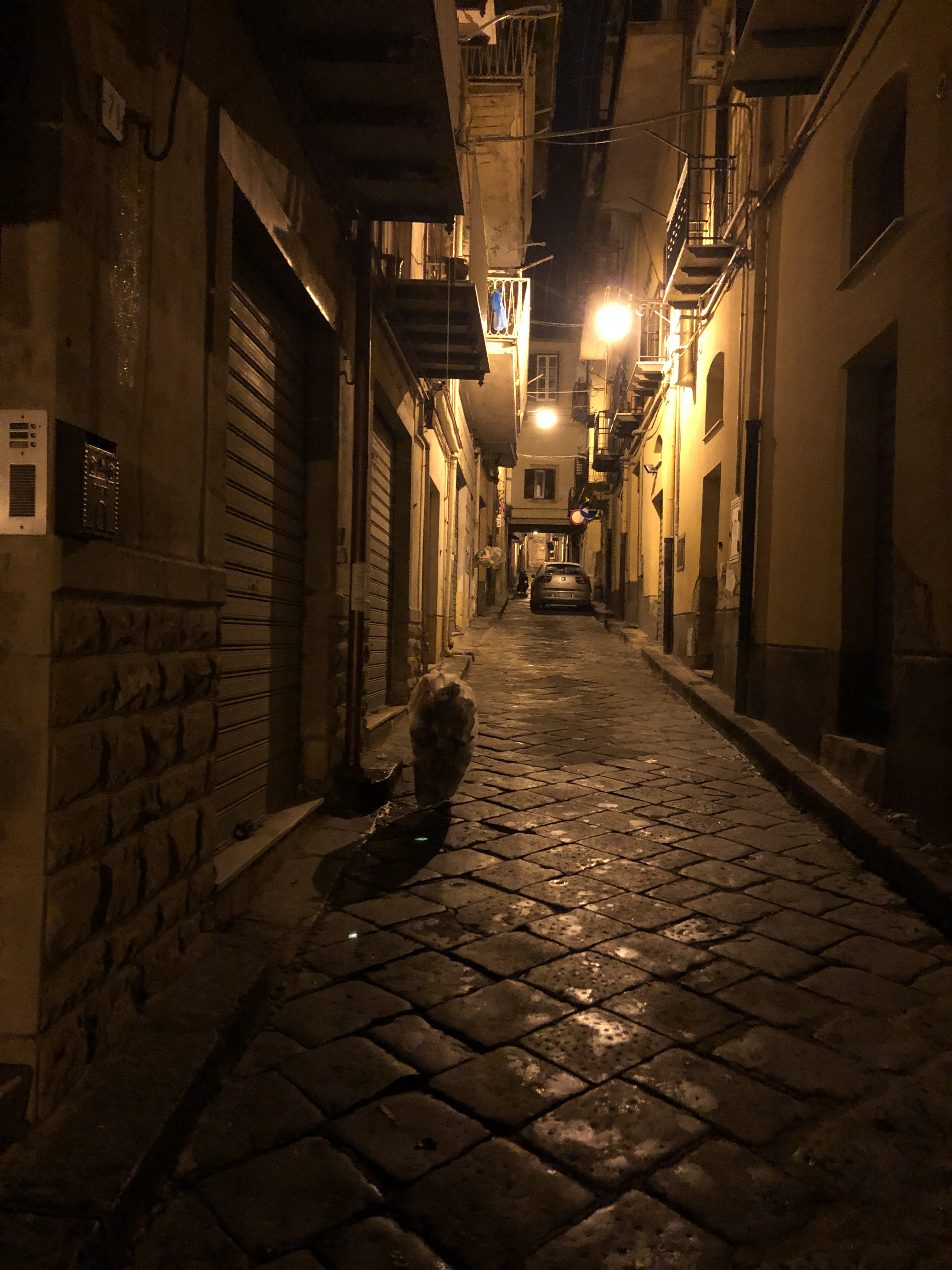
Veduta serale di via Gigino Gattuso a Caltanissetta

Il 25 aprile 1921 il diciottenne Luigi Gattuso, studente liceale iscritto alla Lega antibolscevica, insieme con altri fascisti diede fuoco al Circolo ferrovieri. Gattuso poi, con alcuni camerati, si scontrò con un muratore socialista, Michele Ferrara che, armato di pistola, rispose al fuoco degli aggressori. Al termine, Gattuso perse la vita; Ferrara finì in carcere accusato del suo omicidio. Tre anni e mezzo più tardi fu celebrato il processo in Corte d'Assise, davanti ad un folto pubblico. I compagni siciliani di Ferrara raccolsero una somma per pagare un gruppo di valenti avvocati difensori, che in aula riuscirono a dimostrare senza ragionevole dubbio che Gattuso era stato ucciso per errore da un suo camerata. La Corte però, pressata dai fascisti, assolse Ferrara ma solo per avere agito per legittima difesa, anziché sentenziare la sua piena innocenza, dal momento che ad uccidere Gattuso era stato il "fuoco amico" degli altri fascisti.
La morte di Gattuso venne comunque elevata dal fascismo a "martirio". Gravissimi incidenti si verificarono già durante i funerali del giovane squadrista: l'atmosfera di tensione che gravitava sulle esequie esplose in scontri con sparatorie e si contarono ben tre vittime. Seguì l'assalto ad alcune sedi antifasciste. In tutta l'isola l'eco della morte di Gattuso provocò disordini e ferimenti nei giorni successivi. Altre violenze per il "martire" Gattuso, a cui il regime avrebbe intitolato un villaggio di nuova costruzione a Caltanissetta, accaddero nell'isola per alcuni giorni a venire.
L'episodio che portò alla morte del Gattuso è raccontato nel libro del giornalista e scrittore nisseno Walter Guttadauria Fattacci di gente di provincia (Edizioni Lussografica, Caltanissetta 1993); a questo testo si è successivamente e liberamente ispirato Andrea Camilleri nel romanzo: Privo di titolo, pubblicato dall'editore Sellerio nel 2005.
A Luigi Gattuso la città di Caltanissetta ha dedicato una via del centro storico; in precedenza anche l'attuale Borgo Petilia era dedicato a Luigi Gattuso.